# 11781 Alexroberts
11781 Alexroberts è un asteroide della fascia principale. Scoperto nel 1966, presenta un'orbita caratterizzata da un semiasse maggiore pari a 2,3594677 UA e da un'eccentricità di 0,1237480, inclinata di 7,31527° rispetto all'eclittica.